# Frank H. Epp
Frank H. Epp (* 25. Mai 1929 in Lena; † 22. Januar 1986 in Kitchener) war ein kanadischer Historiker.

## Leben
Er studierte Theologie, Massenkommunikation und Geschichte (Ph.D. an der University of Minnesota 1965 An analysis of Germanism and National Socialism in the immigrant newspaper of a Canadian minority group, the Mennonites, in the 1930's). Er begann seine berufliche Laufbahn als Lehrer an öffentlichen Schulen und war zum Zeitpunkt seines Todes Professor für Geschichte am Conrad Grebel College. Von 1973 bis 1979 war er Präsident des Conrad Grebel College.

## Schriften (Auswahl)
- Mennonite exodus. The rescue and resettlement of the Russian Mennonites since the Communist Revolution. Altona 1966, OCLC 612985414.
- I would like to dodge the draft-dodgers but. Waterloo 1970, OCLC 881292098.
- Mennonite peoplehood. A plea for new initiatives. Waterloo 1977, OCLC 1150276146.
- The Israelis. Portrait of a people in conflict. Scottdale 1980, ISBN 0-8361-1924-X.